# Sinntalbrücke Zeitlofs
Die Sinntalbrücke Zeitlofs ist eine zweigleisige Eisenbahnüberführung der Schnellfahrstrecke Hannover–Würzburg bei Streckenkilometer 267,4. Sie ist mit 704 m die längste Durchlaufträgerbrücke der Schnellfahrstrecke. Die Trasse verläuft auf einer Brücke in Richtung Hannover in einer Rechtskurve von 7.000 m Radius.
Die geplanten Baukosten lagen bei rund 19 Millionen D-Mark (etwa 10 Millionen Euro, Stand: 1982).

## Verlauf
Die Balkenbrücke steht in der südlichen Rhön westlich von Zeitlofs an der bayerisch-hessischen Landesgrenze und überspannt ein flaches Wiesental mit dem Bach Sinn, der Altengronauer Straße (Staatsstraße 2289), der Sinntalbahn, einer Ferngasleitung sowie zwei Wirtschaftswegen. Das Streckengleis liegt in einer Höhe von durchschnittlich 25 m über dem Talboden, bei einer maximalen Höhe von 32 m.
Die Trasse beschreibt in südlicher Richtung zunächst eine Gerade, die in eine Rechtskurve von 7.000 m Kurvenradius übergeht. Die Gradiente fällt dabei auf der Brücke durchgehend mit 1,5 Promille nach Süden hin ab.
Nördlich schließt sich der Betriebsbahnhof Mottgers an, südlich der Tunnel Altengronauer Forst.

## Geschichte

### Planung
Neben der ausgeführten Konstruktion stand auch eine Variante von mit 12 Pfeilern, 56 m Spannweite und größerer Bauhöhe in der engeren Wahl.
Bereits Ende 1977 lag die geplante Länge des Bauwerks bei den später realisierten 704 m. Auch Trasse und Gradiente entsprachen den später realisierten Verläufen.
Nach den Erfahrungen mit der Optimierungen der Maintalbrücke Gemünden erhielt das Büro von Fritz Leonhardt Anfang der 1980er Jahre den Auftrag, die Planung der Brücke zu überarbeiten. Dabei wurden die zunächst geplanten Einfeldträger durch Durchlaufträger mit schlanken Pfeilern ersetzt.
Der Bau der Brücke wurde im September 1981 vergeben. Die geplante Länge lag dabei bei 706 m.
In der Planungs- und Bauphase lag das Bauwerk in den Baukilometern 250 und 251.

### Bau
Die Bauarbeiten begannen am 1. Dezember 1981. Das vertragliche Bauende war im November 1983 (Stand: 1982). Die Brücke wurde damit als eines der ersten Bauwerke im Südabschnitt der Neubaustrecke fertiggestellt.

## Technik

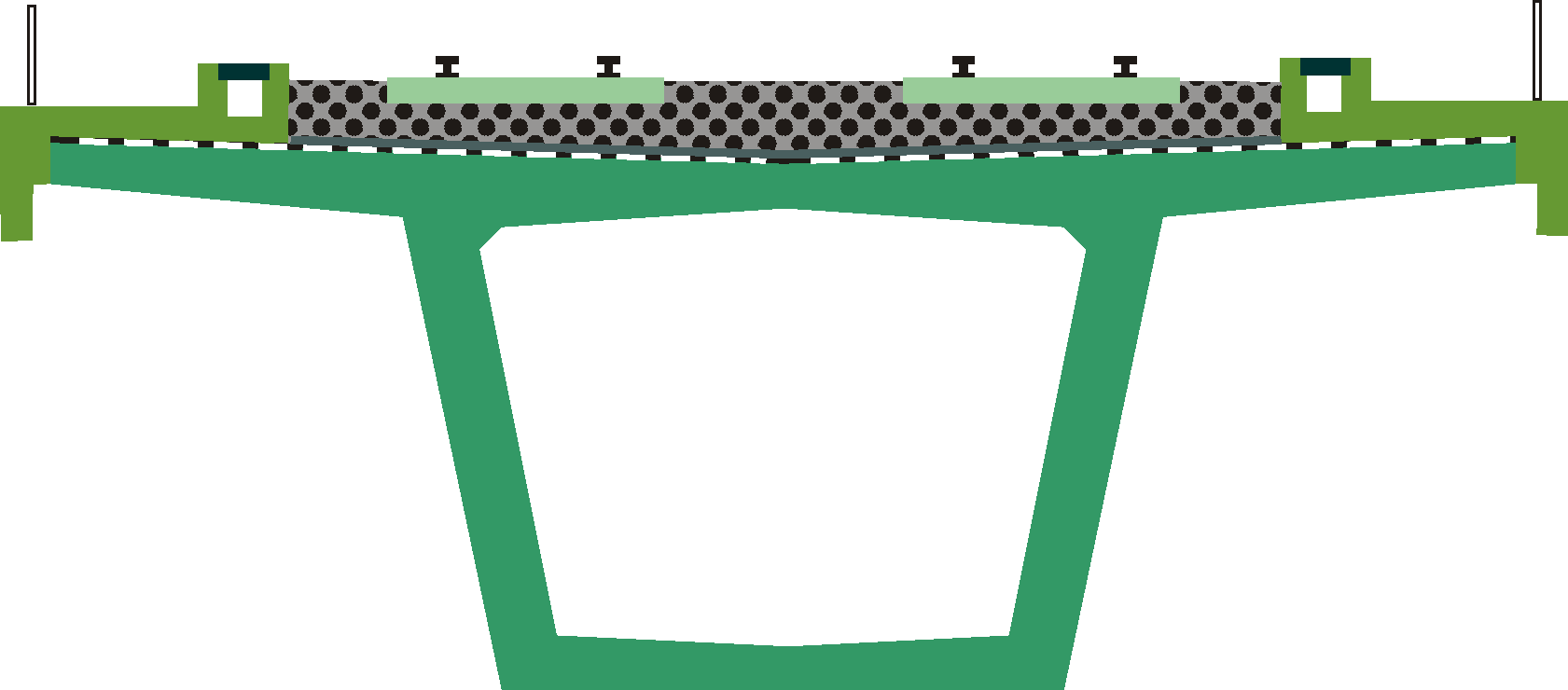
Querschnitt Überbau

Der Brückenüberbau weist im Unterschied zu den meisten anderen Brücken der Schnellfahrstrecke einen fugenlosen Durchlaufträger als Bauwerkssystem in Längsrichtung auf. Festpunkt der Brücke ist das südliche Widerlager, am nördlichen ist ein Schienenauszug angeordnet. Als Querschnittsform besitzt die Brücke einen einzelligen Stahlbetonhohlkasten mit geneigten Stegen, in Längsrichtung vorgespannt. Zusätzlich ist die Fahrbahnplatte in Querrichtung vorgespannt. Die Stützweite der 16 Brückenfelder beträgt einheitlich 44 Meter, was eine Gesamtstützweite von 704 Meter ergibt. Die konstante Konstruktionshöhe ist 3,6 Meter, bei einer Überbaubreite von 14,3 Meter. Damit ergibt sich eine Schlankheit von 12 (Verhältnis von Stützweite zu Konstruktionshöhe). Die Herstellung des Überbaus erfolgte im Taktschiebeverfahren.
Die Brücke weist den bis dahin längsten von der Deutschen Bundesbahn in Spannbeton erstellten Überbau auf.
Die 15 Stahlbetonpfeiler haben einen Hohlkastenquerschnitt und besitzen am Pfeilerkopf eine Querschnittsbreite von 6 Meter sowie eine Dicke von nur 2,7 Meter, da nicht mehr als zwei Lager erforderlich sind. Die Kanten der Pfeiler sind auf 50 cm Breite abgeschrägt.
Beim Widerlager mit dem Festpunkt der Brücke wurde während des Baugrubenaushubes eine lokale geologische Störzone angetroffen. Daher wurden statt der geplanten Flachgründung für die Vertikalkräfte eine Tiefgründung mit Bohrpfählen ausgeführt. Zum Abtrag der Horizontalkräfte wurden Daueranker im Fels gesetzt.